# Dom mieszkalny urzędników Banku Polskiego w Łodzi
Dom mieszkalny urzędników Banku Polskiego – modernistyczny dom miejski położony na rogu ul. Narutowicza i ul. Wierzbowej w Łodzi. Jego właściwy adres to ul. Wierzbowa 40.

## Historia
Budowa domu została zlecona w okresie międzywojennym przez Bank Polski. Znajdujące się w niej mieszkania miały w założeniu być przeznaczone dla pracowników łódzkiego oddziału banku.
Autorem projektu budynku byli Stanisław Filasiewicz (autor również innych projektów dla Banku Polskiego) oraz W. Boldrett. Budowę rozpoczęto w 1929 a zakończono w 1933. Firmą odpowiedzialną za realizację była „Konstruktor” z siedzibą w Zgierzu.
W budynku funkcjonuje Przedszkole Miejskie nr 84 w Zespole Szkolno-Przedszkolnym nr 8 w Łodzi.
Budynek wpisany jest do gminnej ewidencji zabytków miasta Łodzi pod numerem 1909.

## Charakterystyka
Obiekt znajduje się na dwóch posesjach na rogu ul. Narutowicza i ul. Wierzbowej. Obiekt wzniesiony został na planie litery U, z trzema skrzydłami otaczającymi wewnętrzny dziedziniec. Złożony z trzech pięter oraz częściowo użytkowanego poddasza. Posiada również piwnicę.
Gmach składa się z budynku narożnego usytuowanego w północnej pierzei ul. Narutowicza i zachodniej pierzei ul. Wierzbowej. We wschodnim skrzydle na parterze umieszczono salę balową z tarasowym wyjściem na tylny dziedziniec (przylegający do sąsiedniej kamienicy), ogród i kort tenisowy.
Na froncie znajdują się dwie bramy przejazdowe, usytuowane w strefie środkowej od strony ul. Wierzbowej i strefie skrajnej wschodniej od strony ul. Narutowicza. Przy dziedzińcu głównym natomiast umieszczono cztery klatki schodowe w układzie poprzecznym, które obsługują po dwa lub trzy mieszkania na każdej kondygnacji. W parterze łącznika znajduje się również sień przejazdowa łącząca oba dziedzińce posesji. Z niej jest możliwość przejścia na klatkę schodową i do mieszkania dozorcy. Dwie klatki schodowe skrzydła obsługują zespół sali wielofunkcyjnej (obecnie przedszkole) oraz po trzy mieszkania na każdym z pięter. Liczba mieszkań wynosi 90 i 13 wygospodarowanych w ramach poddaszy.
U góry budynek zakryty dachem dwuspadowym o niewielkim kącie nachylenia. Charakterystycznym elementem gmachu jest wyoblony narożnik. Natomiast monotonię zwartej bryły budynku frontowego przełamują cztery, pięcioosiowe strefy obejmujące rejony klatek schodowych. W obrębie elewacji pierzejowych strefy te obłożone płytami piaskowca. Ich wertykalizm podkreślono lizenami, oknami francuskimi z ażurowymi balustradami oraz strzelistymi okienkami poddaszy. Okna natomiast są dwupoziomowe, w większości dwudzielne. Otwór bramny od strony ulicy Wierzbowej ujęto w portal z piaskowca o wyprawie łamanej. Nad bramą umieszczono balkon o ażurowej balustradzie między murowanymi słupkami. Ponad nim natomiast kolejne dwa piony balkonów pojedynczych o ażurowych balustradach. Strefę wysokiego cokołu zamknięto gzymsem i obłożono płytami piaskowca o wyprawie łamanej.